# جائزة اليابان الكبرى للدراجات النارية 1988
جائزة اليابان الكبرى للدراجات النارية 1988 هو سباق دراجات نارية أقيم بتاريخ 27 مارس 1988 في حلبة سوزوكا. كان الجولة الأولى من أصل 15 في سباق الجائزة الكبرى للدراجات النارية موسم 1988. فاز الأمريكي كيفن شوانتز بفئة 500 سي سي بينما جاء الأسترالي واين غاردنر في المركز الثاني وحصل على المركز الثالث الأمريكي إدي لوسون.

## وصلات خارجية
- الموقع الرسمي